# NGC 1623
NGC 1623 је спирална галаксија у сазвежђу Еридан која се налази на NGC листи објеката дубоког неба.
Деклинација објекта је - 13° 33' 23" а ректасцензија 4h 35m 32,2s. Привидна величина (магнитуда) објекта NGC 1623 износи 15,6 а фотографска магнитуда 16,5. NGC 1623 је још познат и под ознакама DRCG 10-7, PGC 15591.